# Mirabeau (Alpes-de-Haute-Provence)
Pour les articles homonymes, voir Mirabeau.
Ne doit pas être confondu avec Mirabeau (Vaucluse).
Mirabeau (Mirabèu en occitan provençal), alias Mirabeau-lez-Digne, est une commune française, située dans le département des Alpes-de-Haute-Provence en région Provence-Alpes-Côte d'Azur.
Le nom de ses habitants est Mirabellens et Mirabellenes.

## Géographie

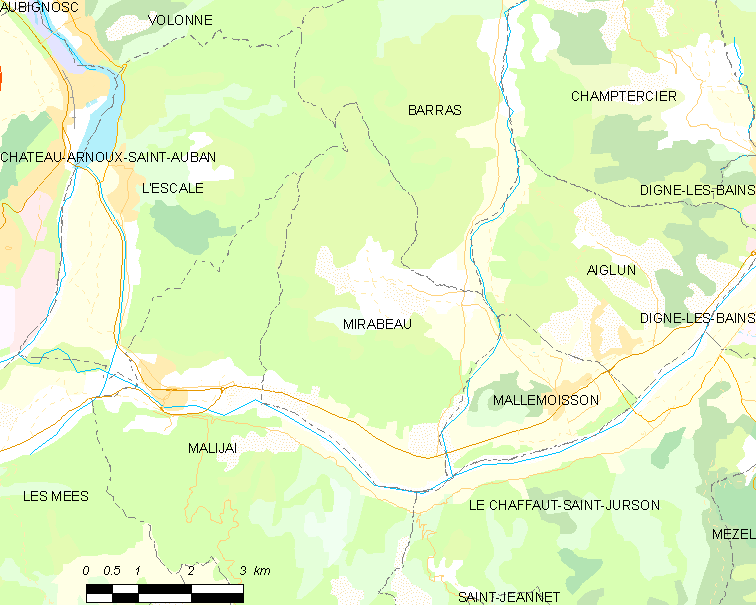
Mirabeau et les communes voisines (Cliquez sur la carte pour accéder à une grande carte avec la légende).

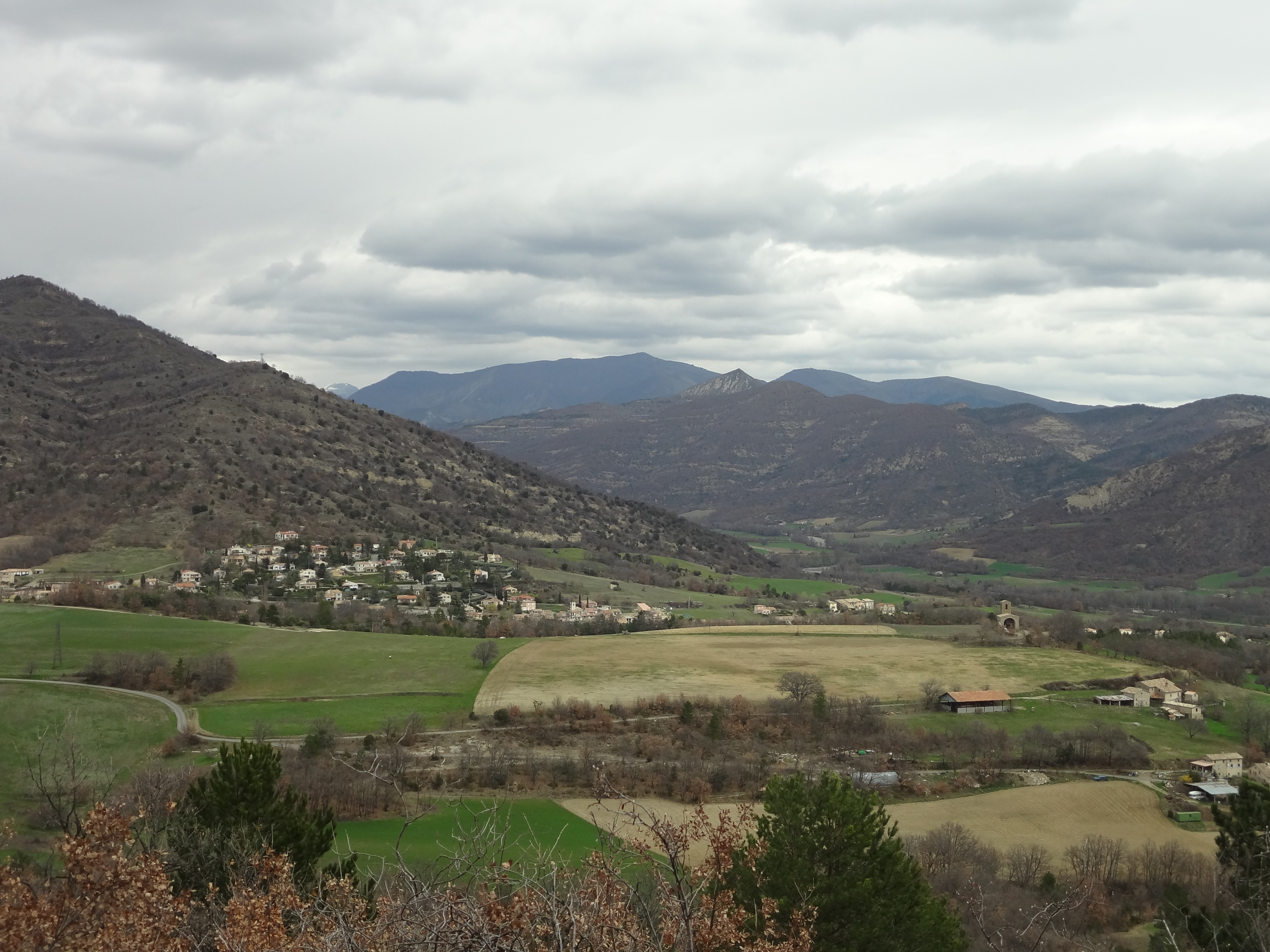
Le village, le Piégu, la Paroisse à droite et au fond, le sommet du Ruth

La commune est traversée par les Duyes.

### Village et lieux-dits

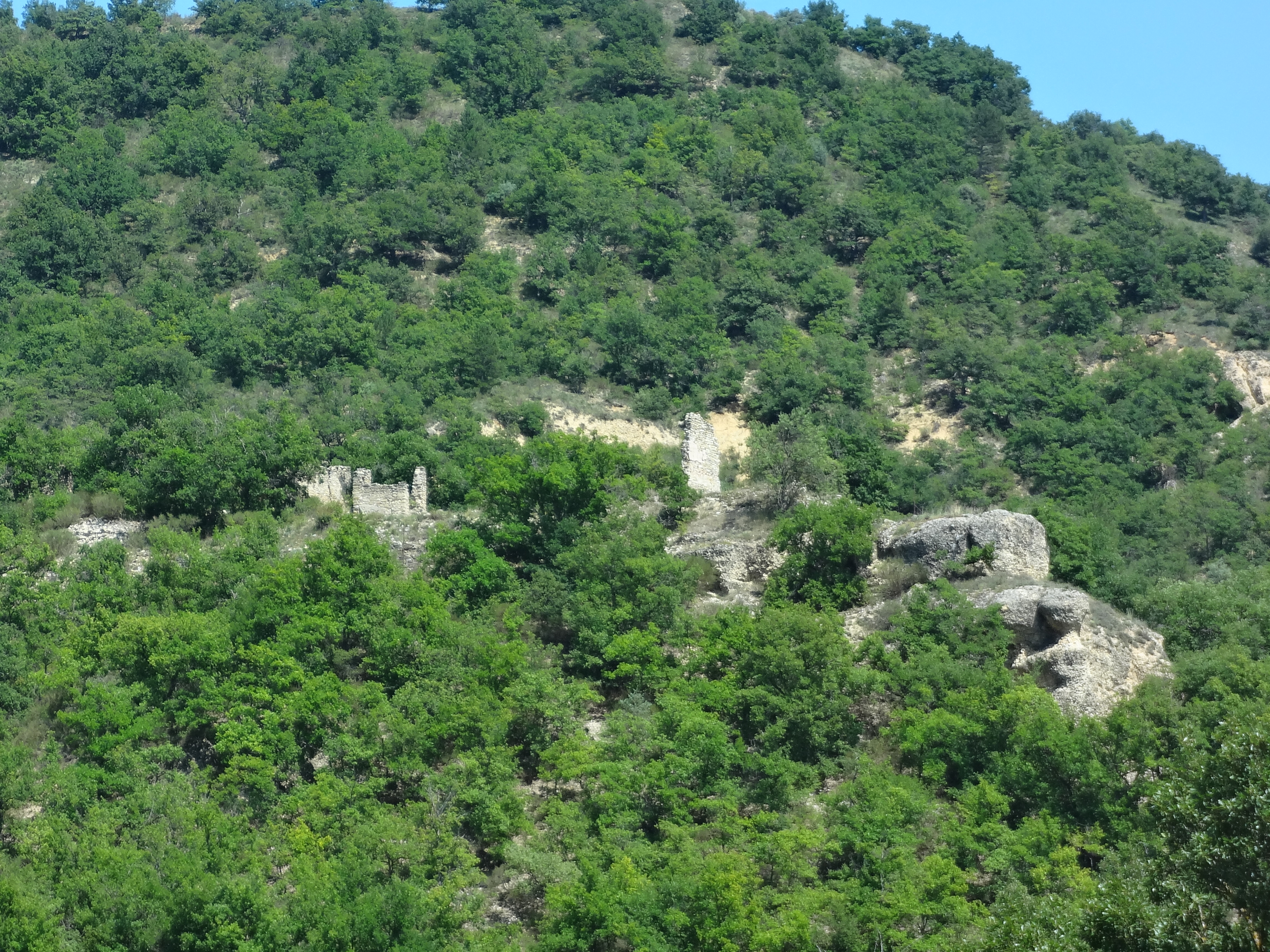
Ruines du village perché de Beauveset.

### Environnement
La commune compte 292 ha de bois et forêts.

### Risques naturels et technologiques

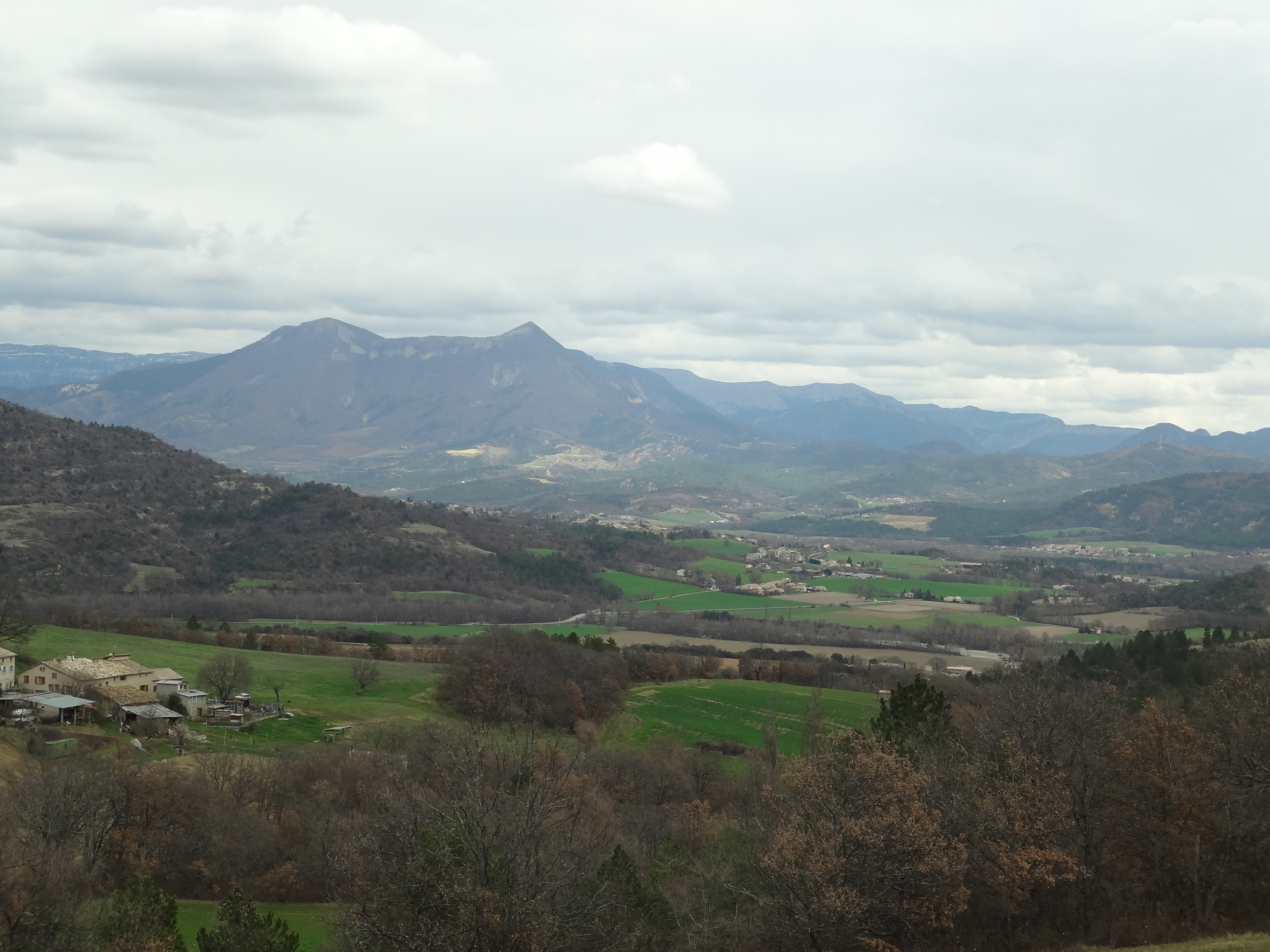
Vallée des Duyes ; au fond, le Cousson.

Aucune des 200 communes du département n'est en zone de risque sismique nul. Le canton de Digne-les-Bains-Ouest auquel appartient Mirabeau est en zone 1b (sismicité faible) selon la classification déterministe de 1991, basée sur les séismes historiques, et en zone 4 (risque moyen) selon la classification probabiliste EC8 de 2011. La commune de Mirabeau est également exposée à trois autres risques naturels :
- feu de forêt,
- inondation (dans les vallées des Duyes et de la Bléone),
- mouvement de terrain : la commune est presque entièrement concernée par un aléa moyen à fort[4].

La commune de Mirabeau est de plus exposée à un risque d’origine technologique, celui de transport de matières dangereuses, par rail, route et canalisations. En ce qui concerne la voie ferrée, la ligne de Saint-Auban à Digne traverse la commune est désaffectée, et n’est plus empruntée par aucun train, ni de fret ni de passagers. La route nationale 85 peut être empruntée par les transports routiers de marchandises dangereuses. Enfin, le gazoduc servant à alimenter Digne en gaz naturel traverse la commune et constitue donc un facteur de risque supplémentaire.
Le plan de prévention des risques naturels prévisibles (PPR) de la commune a été approuvé en 2008 pour le risque de mouvement de terrain ; le Dicrim n’existe pas.
La commune a été l’objet de plusieurs arrêtés de catastrophe naturelle : en 1984 pour un tremblement de terre, pour des inondations et des coulées de boue en 1996 et 2001, pour des sécheresses en 1989, 1990 et 1998, et en 1996 pour des glissements de terrain. Le seul tremblement de terre fortement ressenti dans la commune, dépassant une intensité macro-sismique ressentie de V sur l’échelle MSK (dormeurs réveillés, chutes d’objets), est le séisme du 19 juin 1984, d’une intensité ressentie à Mirabeau de V et dont l’épicentre était situé à Aiglun,.

### Climat
Pour des articles plus généraux, voir Climat de Provence-Alpes-Côte d'Azur et Climat des Alpes-de-Haute-Provence.
En 2010, le climat de la commune est de type climat méditerranéen altéré, selon une étude du Centre national de la recherche scientifique s'appuyant sur une série de données couvrant la période 1971-2000. En 2020, Météo-France publie une typologie des climats de la France métropolitaine dans laquelle la commune est exposée à un climat de montagne ou de marges de montagne et est dans la région climatique Alpes du sud, caractérisée par une pluviométrie annuelle de 850 à 1 000 mm, minimale en été.
Pour la période 1971-2000, la température annuelle moyenne est de 11,8 °C, avec une amplitude thermique annuelle de 17,5 °C. Le cumul annuel moyen de précipitations est de 819 mm, avec 6,4 jours de précipitations en janvier et 4,4 jours en juillet. Pour la période 1991-2020, la température moyenne annuelle observée sur la station météorologique de Météo-France la plus proche, « Saint-Auban », sur la commune de Château-Arnoux-Saint-Auban à 7 km à vol d'oiseau, est de 13,4 °C et le cumul annuel moyen de précipitations est de 714,2 mm. 
La température maximale relevée sur cette station est de 42,2 °C, atteinte le 28 juin 2019 ; la température minimale est de −13,4 °C, atteinte le 10 janvier 1985,,.
Les paramètres climatiques de la commune ont été estimés pour le milieu du siècle (2041-2070) selon différents scénarios d'émission de gaz à effet de serre à partir des nouvelles projections climatiques de référence DRIAS-2020. Ils sont consultables sur un site dédié publié par Météo-France en novembre 2022.

## Urbanisme

### Typologie
Au 1er janvier 2024, Mirabeau est catégorisée commune rurale à habitat dispersé, selon la nouvelle grille communale de densité à 7 niveaux définie par l'Insee en 2022.
Elle est située hors unité urbaine. Par ailleurs la commune fait partie de l'aire d'attraction de Digne-les-Bains, dont elle est une commune de la couronne,. Cette aire, qui regroupe 34 communes, est catégorisée dans les aires de moins de 50 000 habitants,.

### Occupation des sols
L'occupation des sols de la commune, telle qu'elle ressort de la base de données européenne d’occupation biophysique des sols Corine Land Cover (CLC), est marquée par l'importance des forêts et milieux semi-naturels (64,7 % en 2018), une proportion identique à celle de 1990 (64,7 %). La répartition détaillée en 2018 est la suivante : 
milieux à végétation arbustive et/ou herbacée (30,4 %), forêts (30,1 %), zones agricoles hétérogènes (16,9 %), terres arables (16,3 %), espaces ouverts, sans ou avec peu de végétation (4,2 %), zones urbanisées (1,3 %), cultures permanentes (0,7 %), zones industrielles ou commerciales et réseaux de communication (0,1 %).
L'évolution de l’occupation des sols de la commune et de ses infrastructures peut être observée sur les différentes représentations cartographiques du territoire : la carte de Cassini (XVIIIe siècle), la carte d'état-major (1820-1866) et les cartes ou photos aériennes de l'IGN pour la période actuelle (1950 à aujourd'hui).

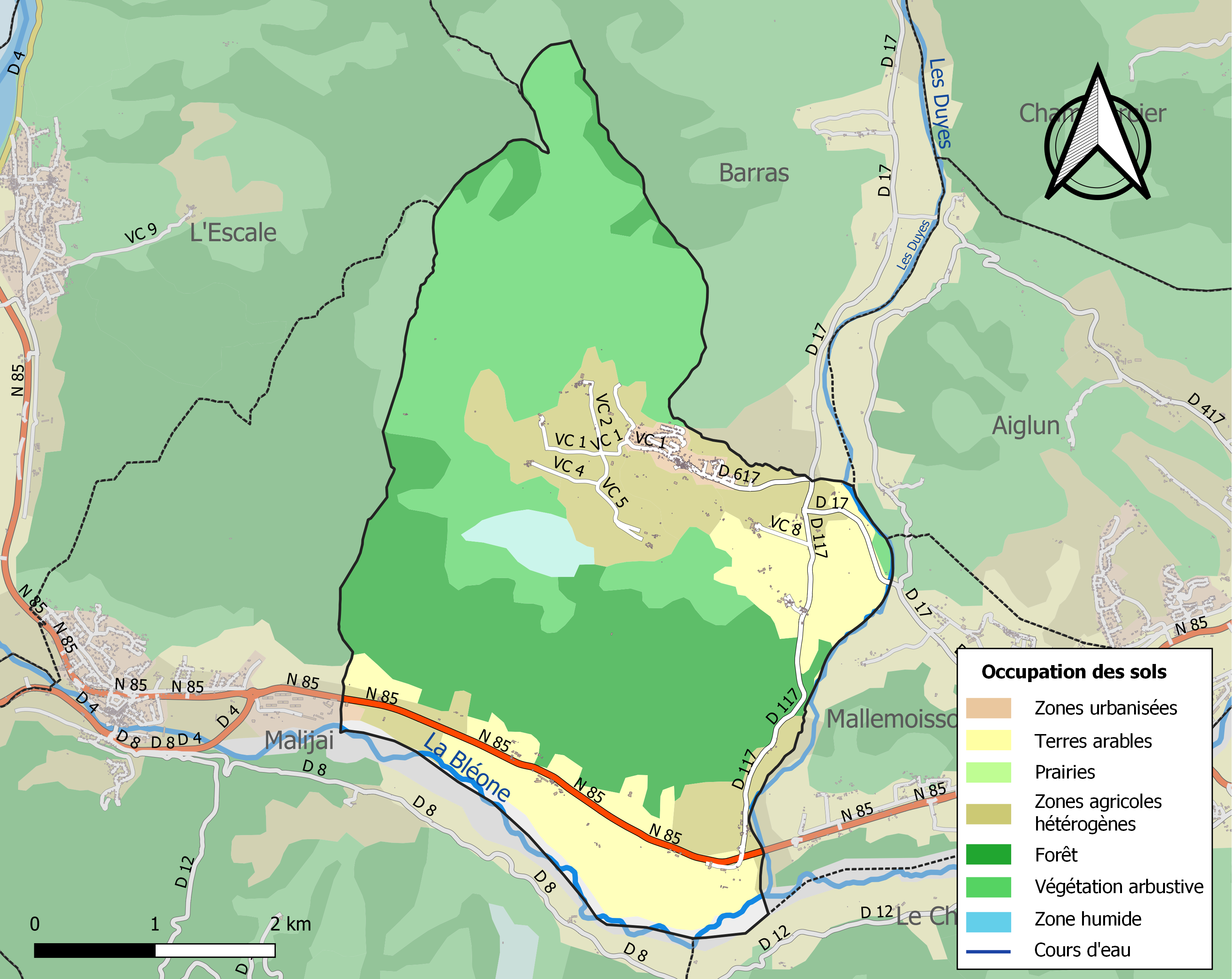
Carte de l'occupation des sols de la commune en 2018 (CLC).

## Économie

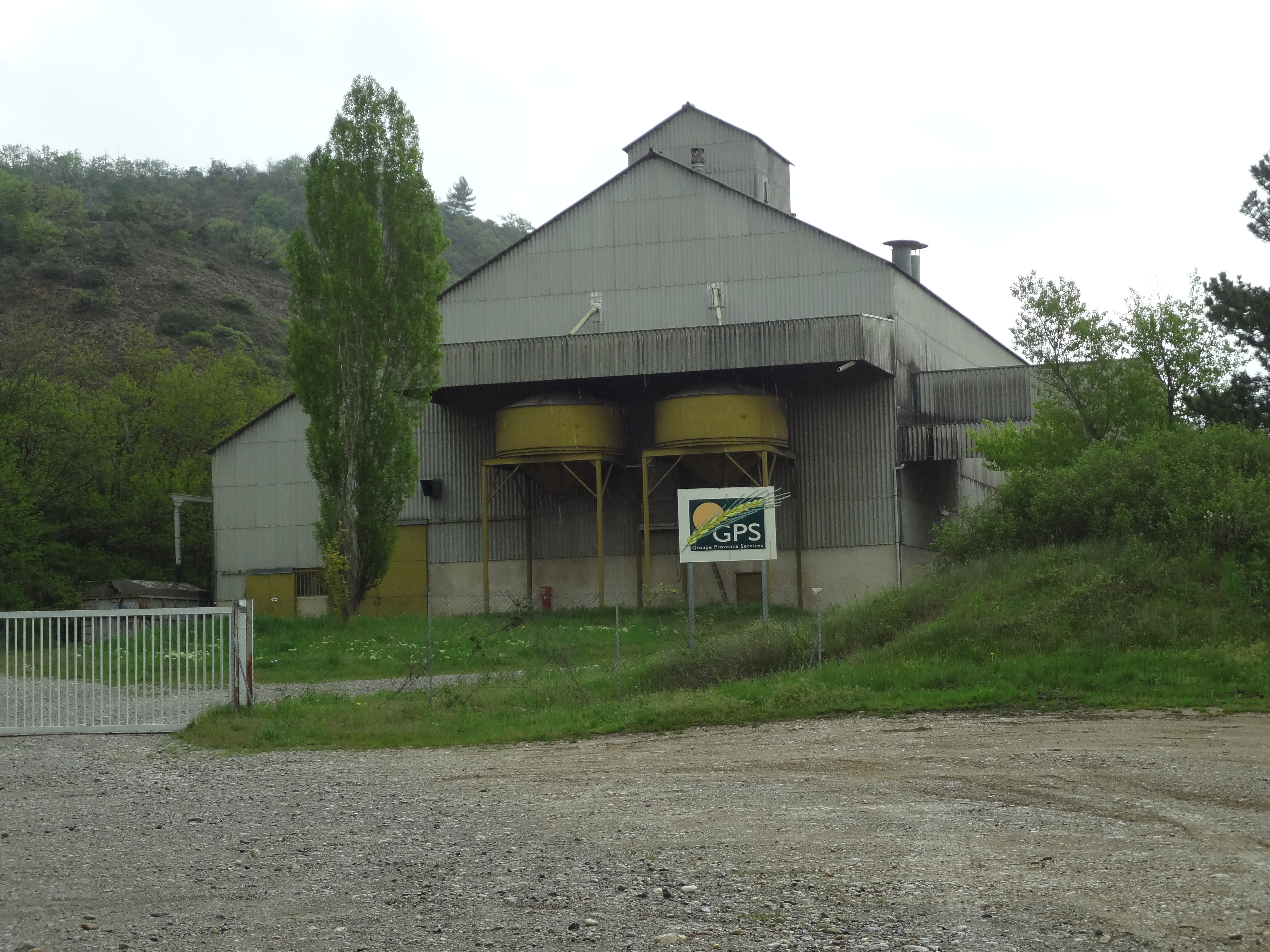
Bâtiment de la coopérative de Mirabeau.

### Aperçu général
En 2009, la population active s’élevait à 255 personnes, dont 20 chômeurs
```
(11 fin 2011
[
24
]
). Ces travailleurs sont majoritairement 
salariés
 (82 %)
[
25
]
 et travaillent majoritairement hors de la commune (83 %)
[
25
]
. Le principal secteur d’activités de la commune est le secteur tertiaire.
```

### Agriculture
Fin 2010, le secteur primaire (agriculture, sylviculture, pêche) comptait 18 établissements actifs au sens de l’Insee (exploitants non-professionnels inclus) et deux emplois salariés. La commune compte une coopérative agricole céréalière.
Le nombre d’exploitations professionnelles, selon l’enquête Agreste du ministère de l’Agriculture, est de 13 en 2010. Il était de 14 en 2000, de 28 en 1988. Actuellement[Quand ?], ces exploitants sont essentiellement spécialisés dans l’élevage, notamment ovin, et les grandes cultures. De 1988 à 2000, la surface agricole utile (SAU) a doublé, de 561 à 1 084 ha (la surface moyenne des exploitations passant de 20 à 77 ha dans le même temps). La SAU a légèrement augmenté lors de la dernière décennie, à 1 155 ha.

### Industrie
Fin 2010, le secteur secondaire (industrie et construction) comptait cinq établissements, n’employant aucun salarié.

### Activités de service
Fin 2010, le secteur tertiaire (commerces, services) comptait 20 établissements (avec cinq emplois salariés), auxquels s’ajoutent les sept établissements du secteur administratif (regroupé avec le secteur sanitaire et social et l’enseignement), salariant 30 personnes.
D'après l’Observatoire départemental du tourisme, la fonction touristique est secondaire pour la commune, avec moins d’un touriste accueilli par habitant, les seules capacités d'hébergement de Mirabeau étant des meublés labellisés.
Les résidences secondaires apportent un complément à la capacité d’accueil : au nombre de 43, elles représentent 16 % des logements,.

## Toponymie
La localité apparaît pour la première fois dans les textes en 1300 (Mirabel). Son nom signifie lieu élevé, bien en vue,. En provençal, le gentilé est Mirabelèn[réf. nécessaire]. Dans le Dictionnaire d'Expilly (1766), elle est encor appelée Mirabel.
Le lieu-dit Beauvezet, où une chapelle est construite, apparaît en 1274 dans les textes. Il signifie en occitan bel aspect.

## Histoire

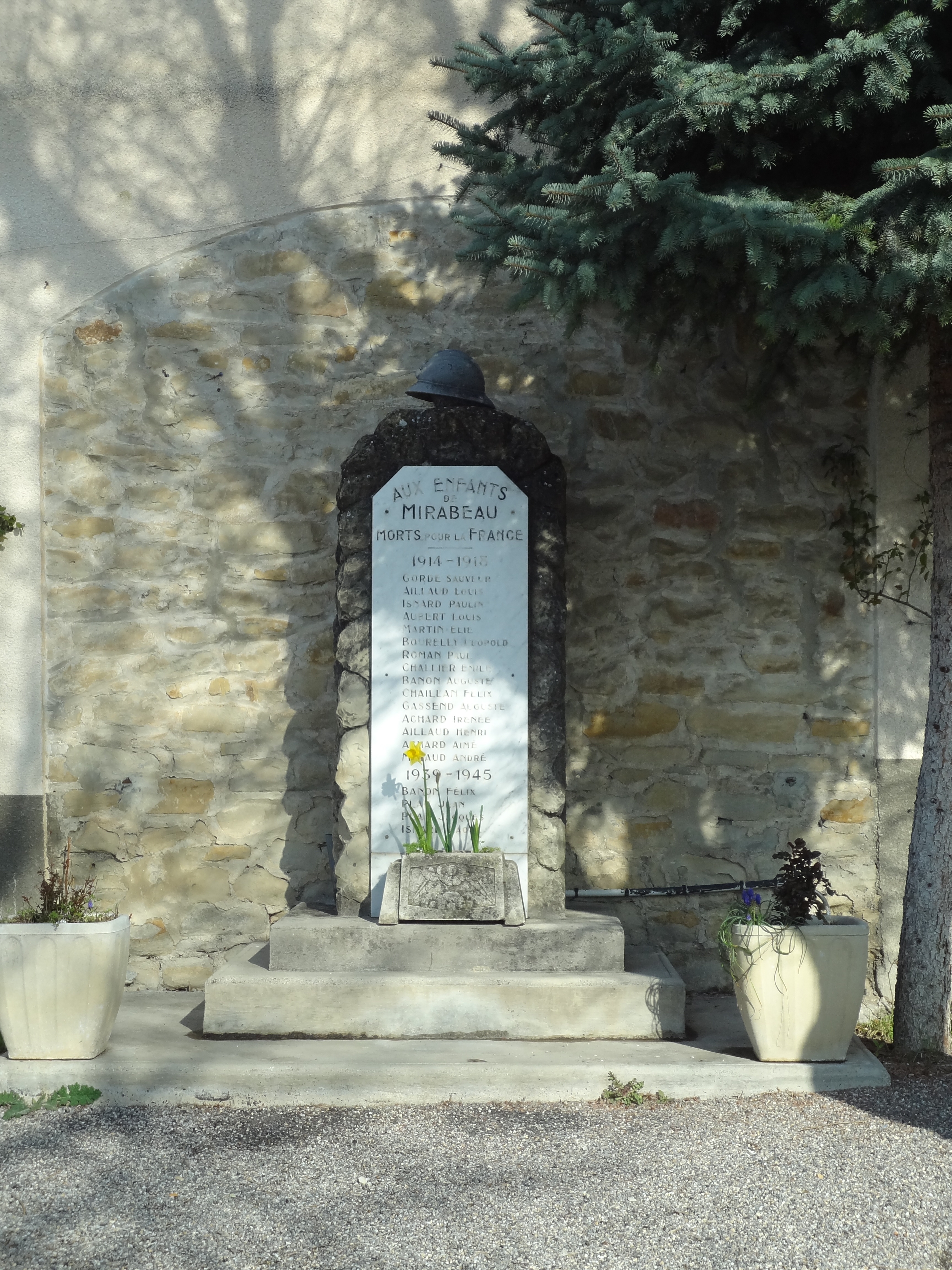
Monument aux morts

Dans l’Antiquité, les Bodiontiques (Bodiontici) peuplaient la vallée de la Bléone, et sont donc le peuple gaulois de l’actuelle commune de Mirabeau. Les Bodiontiques. Les Bodiontiques, qui sont vaincus par Auguste en même temps que les autres peuples présents sur le Trophée des Alpes (avant 14 av. J.-C.), sont rattachés à la province des Alpes-Maritimes lors de sa création.
La localité apparaît pour la première fois au XIIIe siècle dans les chartes (Mirabellum, Belle Vue). Le prieuré Saint-Jean-de-Barrabine dépendait de l’abbaye de Ganagobie, qui percevait les revenus attachés à cet établissement, qui servait également d’église paroissiale au Moyen Âge.
La communauté de Beauvezet est signalée en 1200 pour la première fois (Belvezer). Le prieuré Saint-Christophe (ou Saint-Christol) dépendait de l’abbaye Saint-Victor de Marseille, qui en percevait les revenus. La communauté comptait 12 feux en 1315, est fortement dépeuplée par la crise du XIVe siècle (Peste noire et guerre de Cent Ans) et annexée par celle de Mirabeau au XVe siècle. Les deux communautés relevaient de la baillie de Digne.
C’est au XVIIIe siècle que le village de Mirabeau se forme, autour du hameau du Riou. Auparavant, la population était dispersée en de multiples petits hameaux.
Beauvezet/Beauveset connaît une brève existence de commune indépendante en 1790-1794, avant d’être à nouveau rattaché à Mirabeau.
Durant la Révolution, la commune compte une société patriotique, créée après la fin de 1792.
Le coup d'État du 2 décembre 1851 commis par Louis-Napoléon Bonaparte contre la Deuxième République provoque un soulèvement armé dans les Basses-Alpes, en défense de la Constitution. Après l’échec de l’insurrection, une sévère répression poursuit ceux qui se sont levés pour défendre la République : Mirabeau, avec deux habitants traduits devant la commission mixte, est relativement peu touchée.
Comme de nombreuses communes du département, Mirabeau se dote d’écoles bien avant les lois Jules Ferry : en 1863, elle en possède une, installée au village chef-lieu. Bien que la loi Falloux (1851) n’impose l’ouverture d’une école de filles qu’aux communes de plus de 800 habitants, Mirabeau en possède également une, et les deux sexes reçoivent donc une instruction primaire. Une autre école est ouverte ensuite au hameau de Beauvezet ; la commune profite des subventions de la deuxième loi Duruy (1877) pour construire une école neuve au village et rénover celle de Beauvezet.
Jusqu’au milieu du XXe siècle, la vigne était cultivée à Mirabeau. Le vin produit, de qualité médiocre, était destiné à l’autoconsommation. Cette culture est aujourd’hui abandonnée.

## Héraldique
| Blason de Mirabeau | Les armes de Mirabeau se blasonnent ainsi : De gueules à deux fasces d'or. |

## Politique et administration

### Municipalité

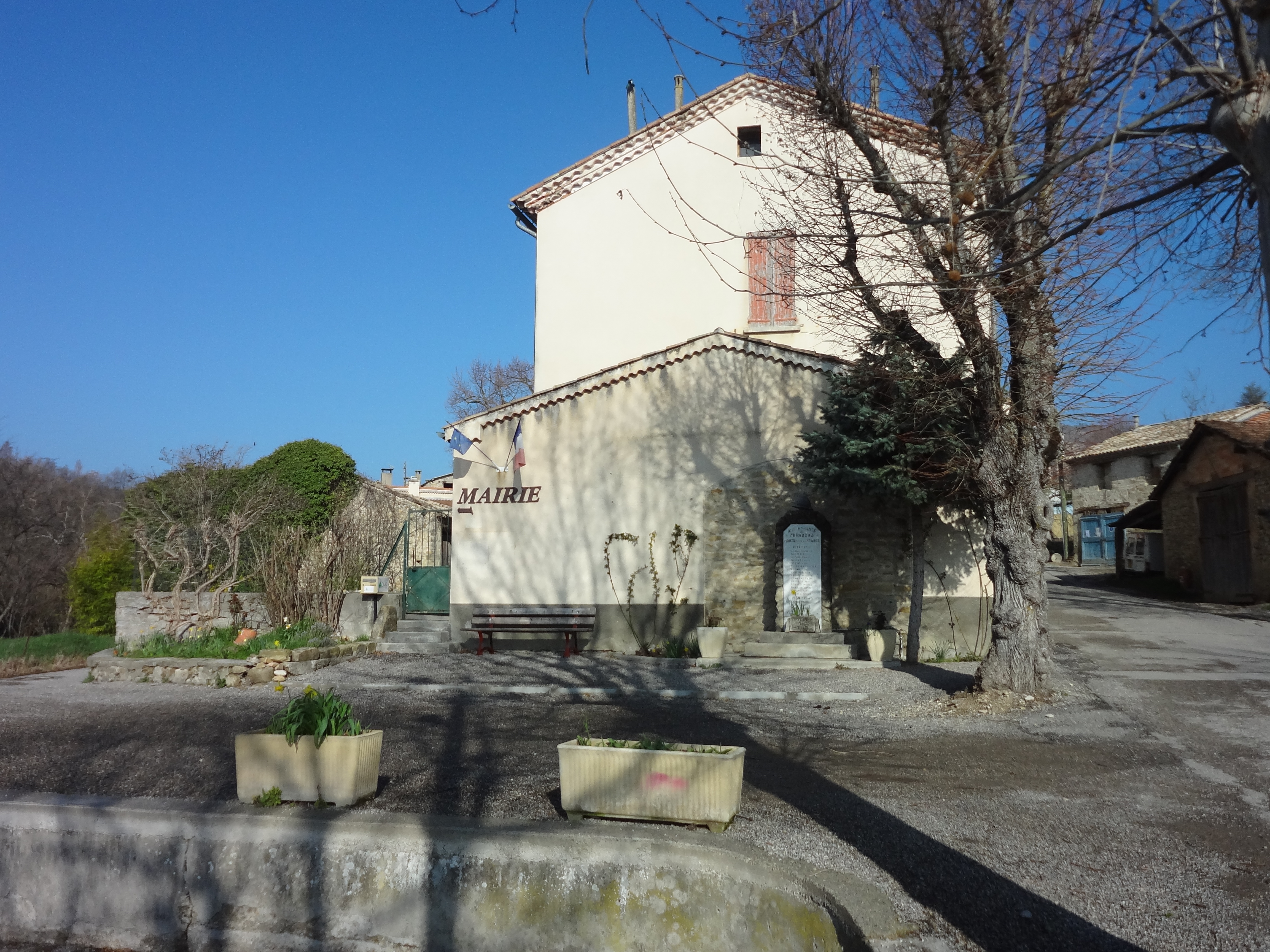
La mairie

| Période                                  | Période                       | Identité             | Étiquette    | Qualité                                                               |
| ---------------------------------------- | ----------------------------- | -------------------- | ------------ | --------------------------------------------------------------------- |
|                                          |                               |                      |              |                                                                       |
| 1835                                     | 1845                          | Jean-Louis Eyglunenc |              |                                                                       |
|                                          |                               |                      |              |                                                                       |
| 1848                                     | 1851                          | Ferdinand Eyglunenc  |              | Prend part à la résistance au coup d’État de 1851, déporté en Algérie |
|                                          |                               |                      |              |                                                                       |
| mai 1945                                 |                               | Victor Nalin         | Résistant    | ancien Résistant, se présente sous cette étiquette.                   |
|                                          |                               |                      |              |                                                                       |
| mars 1965                                | décembre 1980                 | Paul Plan            |              |                                                                       |
| octobre 1981                             | mars 1983                     | Gérard Sauvecane     |              |                                                                       |
| mars 1983                                | mars 2008                     | Claude Astoin        |              |                                                                       |
| mars 2008                                | En cours (au 21 octobre 2014) | Serge Carel,         | PS puis LREM | Conseiller départemental (2015-)                                      |
| Les données manquantes sont à compléter. |                               |                      |              |                                                                       |

### Intercommunalité
Mirabeau a fait partie, de 1992 à 2016, de la communauté de communes des Duyes et Bléone. Celle-ci a fusionné avec d'autres communautés de communes pour constituer la communauté d'agglomération Provence-Alpes Agglomération, existant depuis le 1er janvier 2017.

### Enseignement
La commune est dotée d’une école primaire. Dans l'histoire, elle a souvent changé de place. Jusqu'en 2007, elle était dans le même bâtiment que la mairie ; depuis elle se trouve à l'entrée du village.

## Démographie

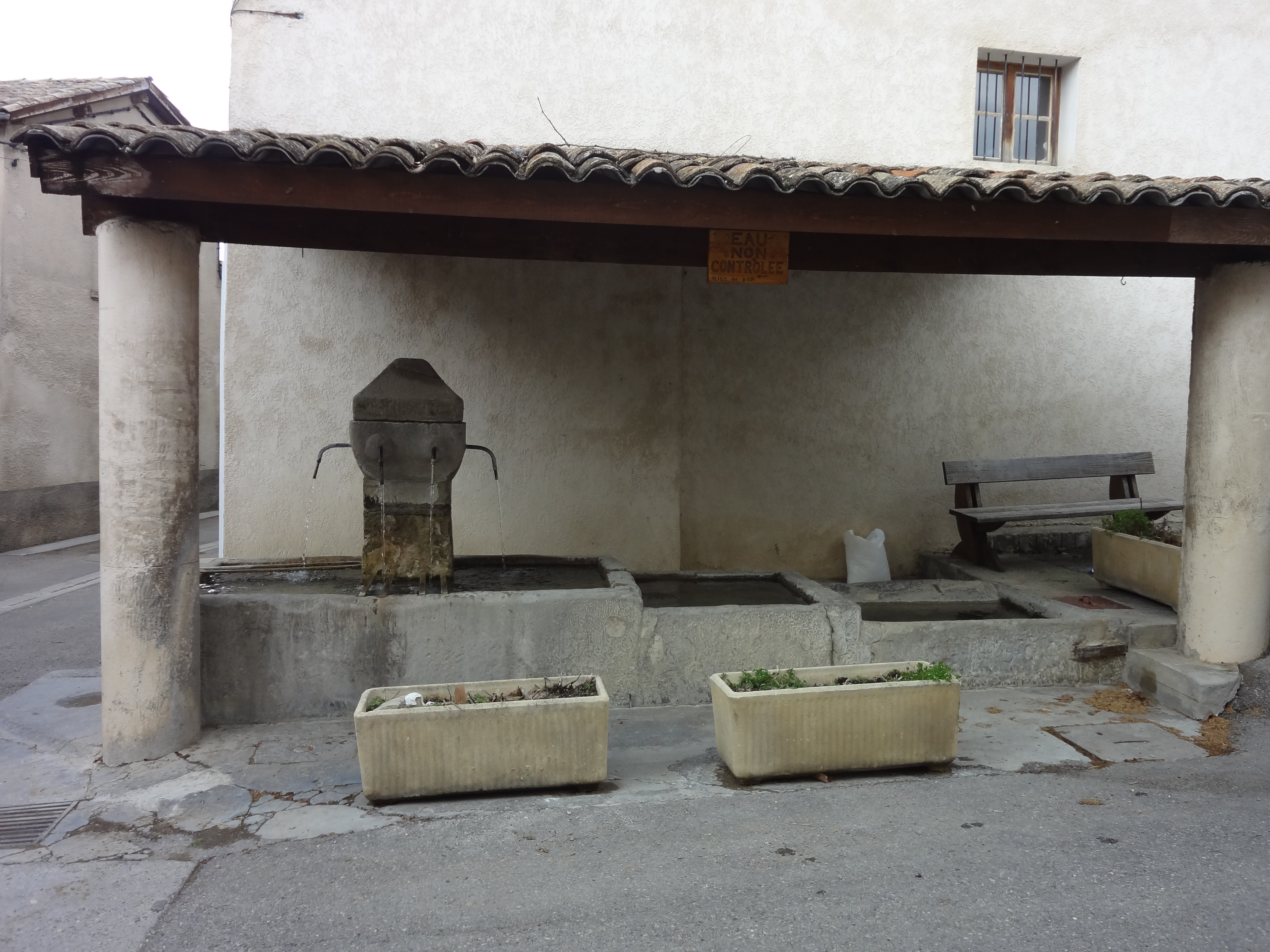
Fontaine au village, à trois bassins.

L'évolution du nombre d'habitants est connue à travers les recensements de la population effectués dans la commune depuis 1765. Pour les communes de moins de 10 000 habitants, une enquête de recensement portant sur toute la population est réalisée tous les cinq ans, les populations de référence des années intermédiaires étant quant à elles estimées par interpolation ou extrapolation. Pour la commune, le premier recensement exhaustif entrant dans le cadre du nouveau dispositif a été réalisé en 2004.

En 2022, la commune comptait 508 habitants, en évolution de −0,59 % par rapport à 2016 (Alpes-de-Haute-Provence : +2,84 %, France hors Mayotte : +2,11 %).
| 1765 | 1793 | 1806 | 1821 | 1831 | 1836 | 1841 | 1846 | 1851 |
| ---- | ---- | ---- | ---- | ---- | ---- | ---- | ---- | ---- |
| 485  | 541  | 474  | 541  | 515  | 502  | 536  | 536  | 521  |

| 1856 | 1861 | 1866 | 1872 | 1876 | 1881 | 1886 | 1891 | 1896 |
| ---- | ---- | ---- | ---- | ---- | ---- | ---- | ---- | ---- |
| 519  | 506  | 500  | 515  | 507  | 481  | 411  | 404  | 388  |

| 1901 | 1906 | 1911 | 1921 | 1926 | 1931 | 1936 | 1946 | 1954 |
| ---- | ---- | ---- | ---- | ---- | ---- | ---- | ---- | ---- |
| 374  | 355  | 314  | 255  | 220  | 213  | 220  | 187  | 161  |

| 1962 | 1968 | 1975 | 1982 | 1990 | 1999 | 2004 | 2006 | 2009 |
| ---- | ---- | ---- | ---- | ---- | ---- | ---- | ---- | ---- |
| 144  | 142  | 200  | 262  | 323  | 394  | 426  | 429  | 477  |

| 2014 | 2019 | 2022 | - | - | - | - | - | - |
| ---- | ---- | ---- | - | - | - | - | - | - |
| 501  | 511  | 508  | - | - | - | - | - | - |

| 1315    | 1471    |
| ------- | ------- |
| 72 feux | 36 feux |

## Personnalités liées à la commune
Paul Plan (né en 1928 à Aix en Provence - 02/06/2014). Passionné de Mirabeau et d'histoire, cet ingénieur en agronomie retraité, ancien maire du village, a écrit plusieurs ouvrages sur le village. Son premier livre HISTOIRE et histoires de Mirabeau lez Digne raconte la vie du village, ses monuments et anecdotes. Ses autres ouvrages Les quatre saisons de la révolution, L’assassinat du chirurgien, Un bas alpin au XIXe siècle et Les bas alpins célèbres sont liés, de prés ou de loin, avec Mirabeau.

## Lieux et monuments

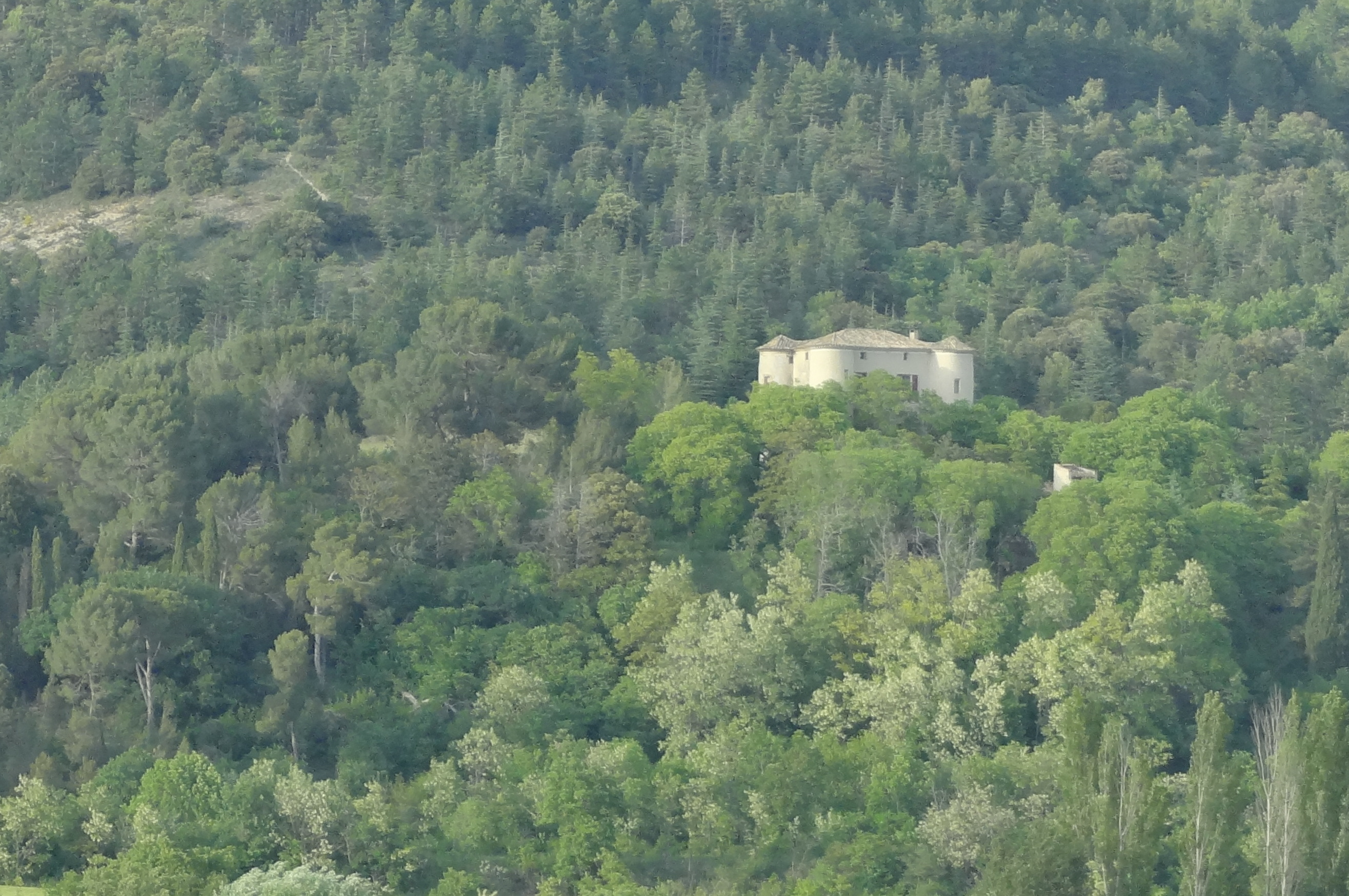
Château de Fontenelle, isolé dans la forêt sur une colline dominant la Bléone.

- Le château de Fontenelle (milieu du XVIe siècle), propriété privée. Le domaine bâti actuel comprend le château composé d'un corps central rectangulaire avec quatre tours d'angle. Les murs sont construits en galets roulés de la Durance. Chaque étage est divisé globalement en deux grandes salles. Trois caves voûtées accueillent d’immenses foudres [58], dont les dernières dates de cuvées inscrites sont 1914, car ce domaine a été un centre viticole au XIXe où l'on pressait et élevait du vin (le pressoir est toujours en place dans l'une des salles du rez-de-chaussée). Le château est inscrit à l'inventaire supplémentaire des monuments historiques[59]. Un bâtiment à fonction agricole (non restauré) est situé en contrebas, composé d'écuries, de greniers à foin et de deux colombiers. La construction du château a été commandée en 1565, par le Capitaine Hellion de Barras, ayant pris parti en 1563 dans les conflits religieux de Haute-Provence contre les protestants. Le château à son origine, de type forteresse, est donc pourvu de quelques éléments défensifs à type de canonnières (9 par tour) dont il reste encore une dizaine[60].
- Le château de Mirabeau, situé non loin de Thoard, qui datait du XVIIIe siècle, a été à moitié incendié. En avant du château, se trouvent deux tourelles qui couronnent le terre-plein [61].

Le château de Mirabeau.
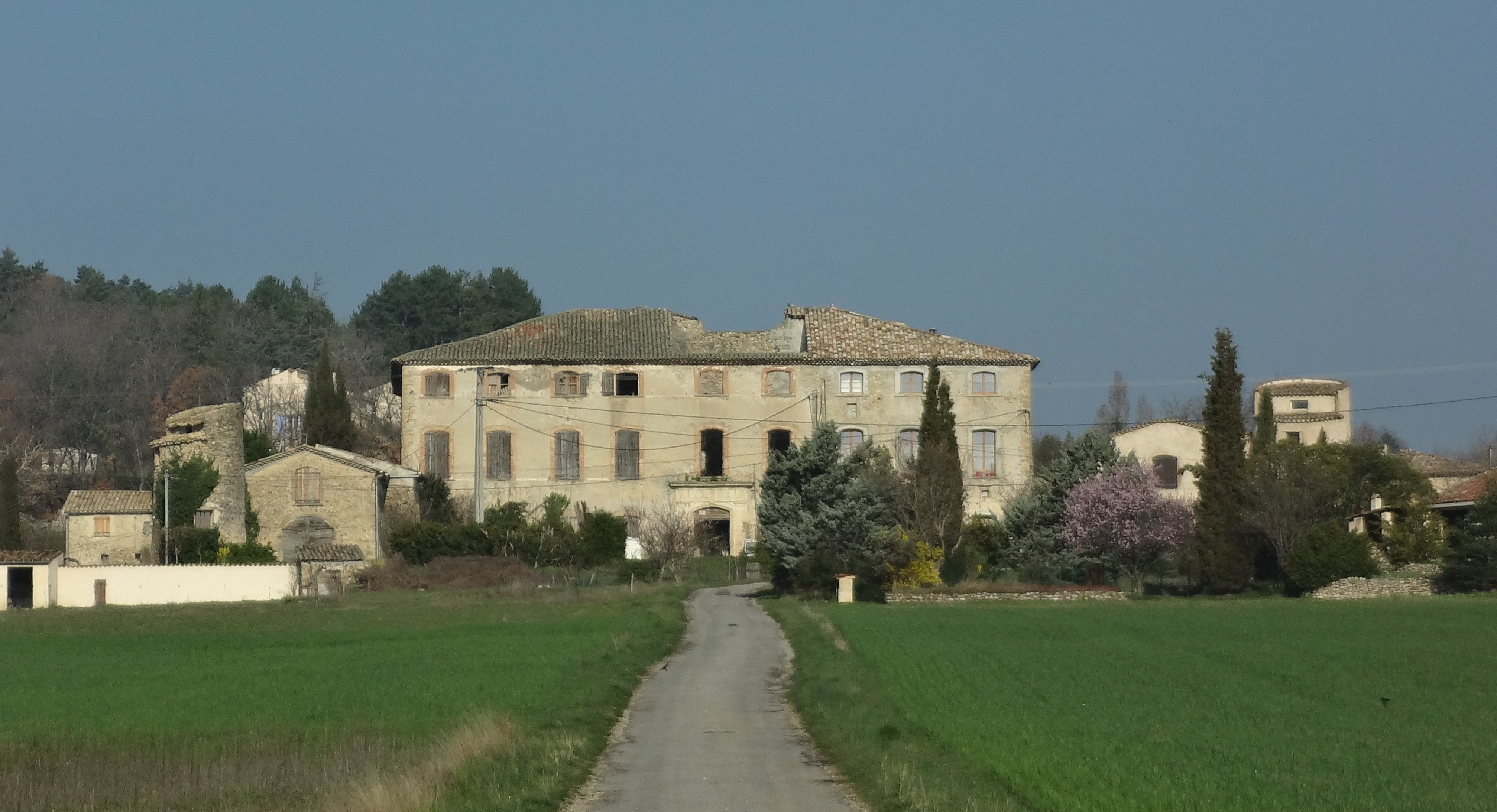
La façade.
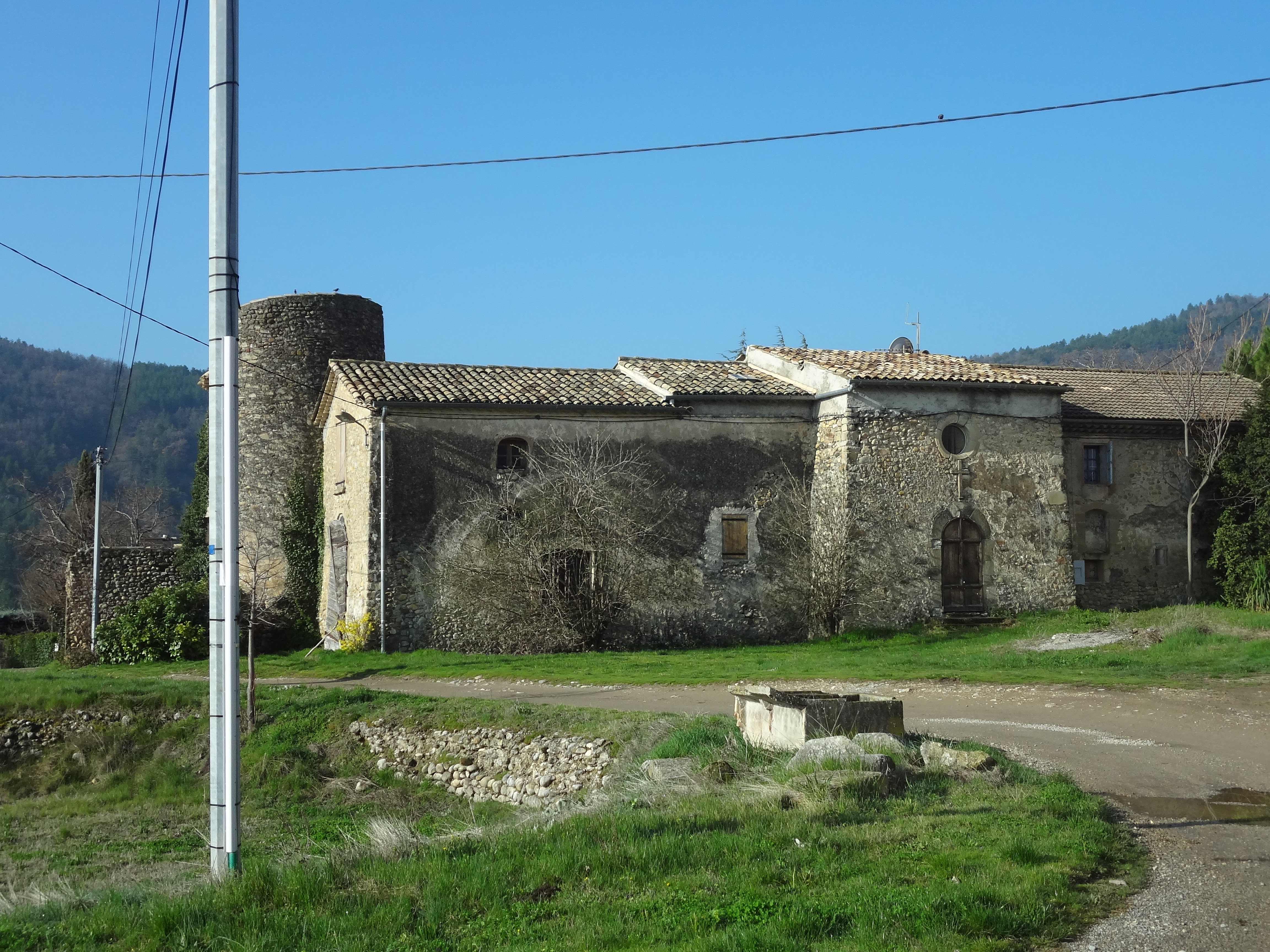
Une aile et une tour.
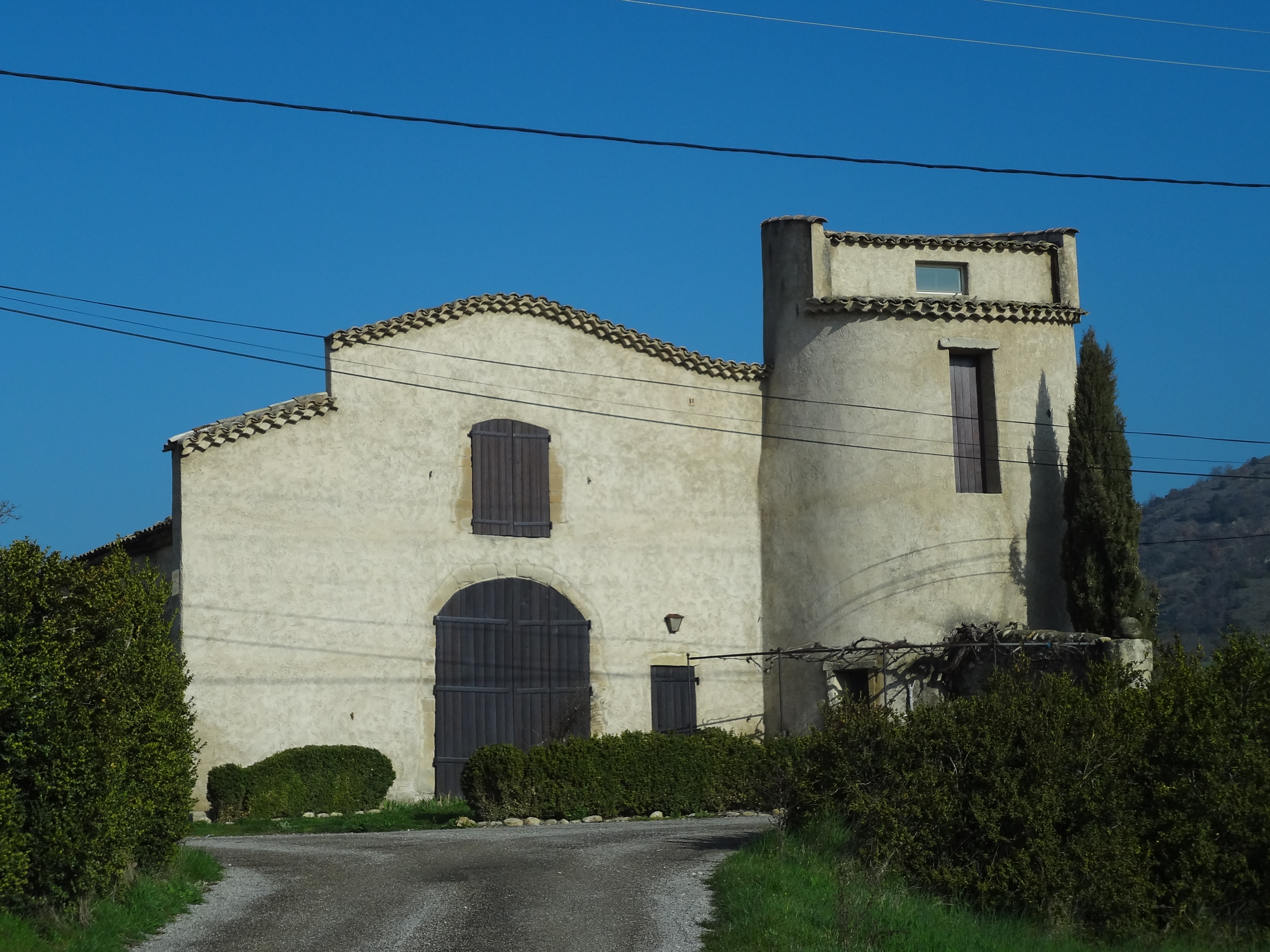
Aile nord et tour.

- Le château de Saint-Christol, en ruines.
- Une fontaine date de 1826 [62].
- La ferme fortifiée aux Thumins.

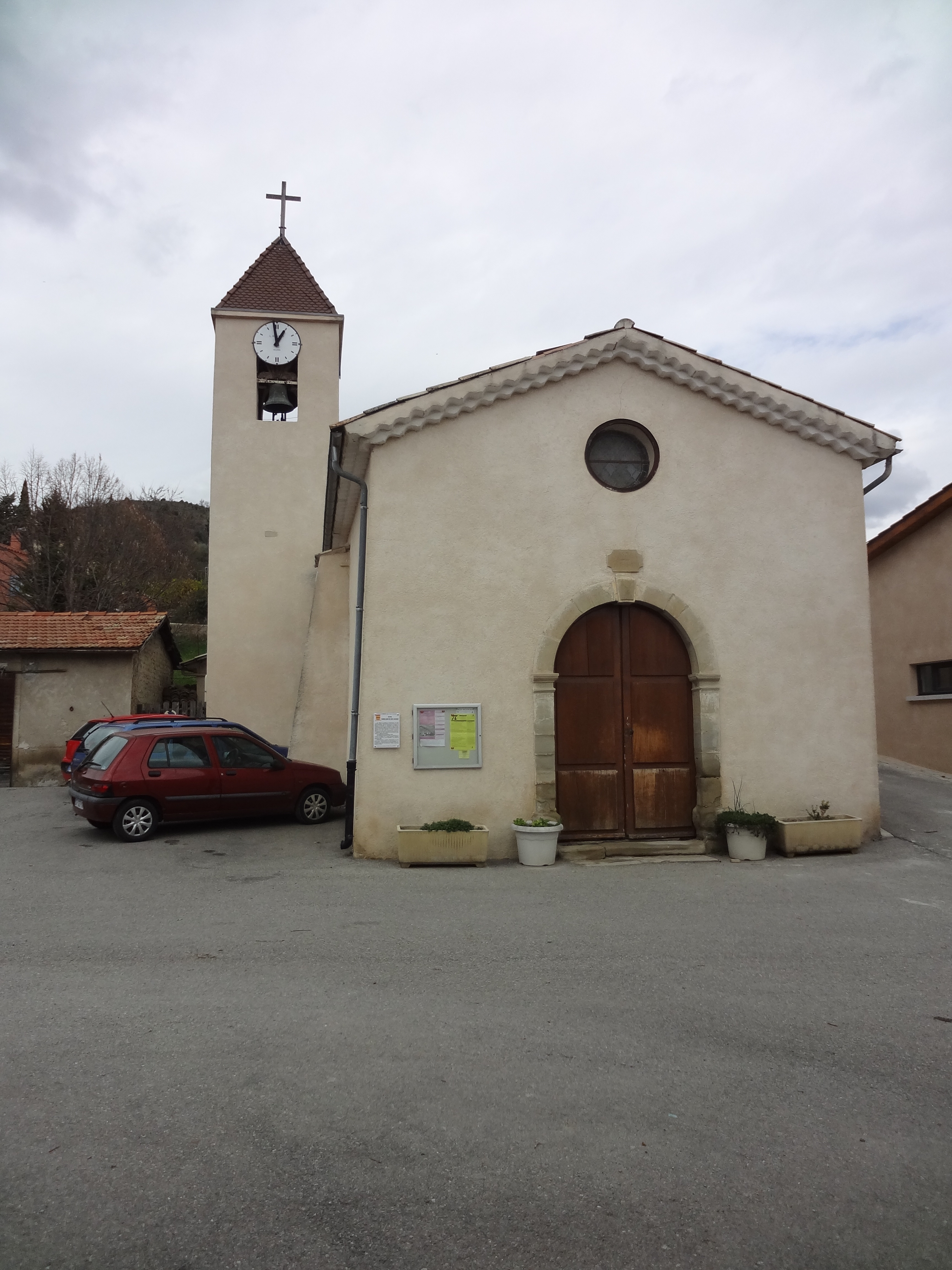
Église paroissiale

L’église paroissiale est une ancienne chapelle ; située au Riou, sous le vocable de Notre-Dame-du-Bon-Secours, elle mesure environ 40 m de long sur 6 de largeur. Construite en 1639, elle est choisie pour tenir le rôle d’église paroissiale en 1772. La nef, qui comprend trois travées, est couverte d’un plafond incurvé qui imite la voûte en berceau (il date des réparations de l’église en 1888). Le chœur est placé sous une coupole .

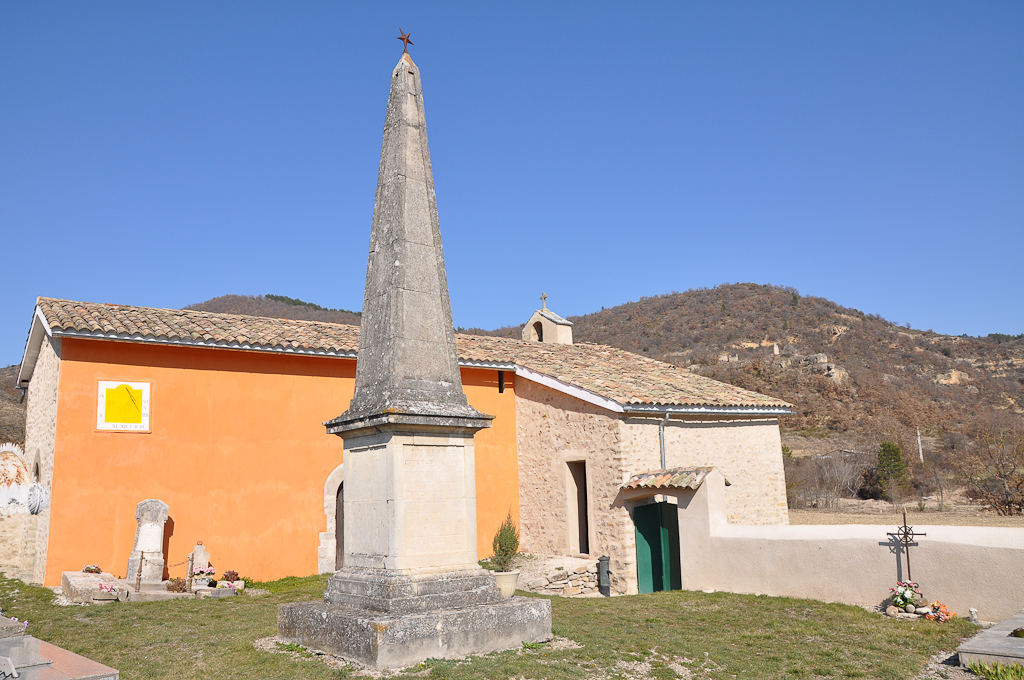
Chapelle Saint-Christol de Beauvezet, après sa rénovation de 2009.

La chapelle Saint-Christol (ou Saint-Christophe) est citée en 1079. La forme de sa nef (sans division), l’abside en cul-de-four, peuvent témoigner de cette époque. Elle est construite en galets .
L’ancienne église paroissiale, placée sous l’invocation de Saint-Jean-de-Barrabine, ou Barbarine, ou appelée encore Notre-Dame-des-Grenouilleurs, est en ruines, sur une colline éloignée du village actuel. Datable du XVIe siècle, de style gothique, il en subsiste le chœur et le clocher .

Notre-Dame-des-Grenouilleurs, dite La Paroisse.
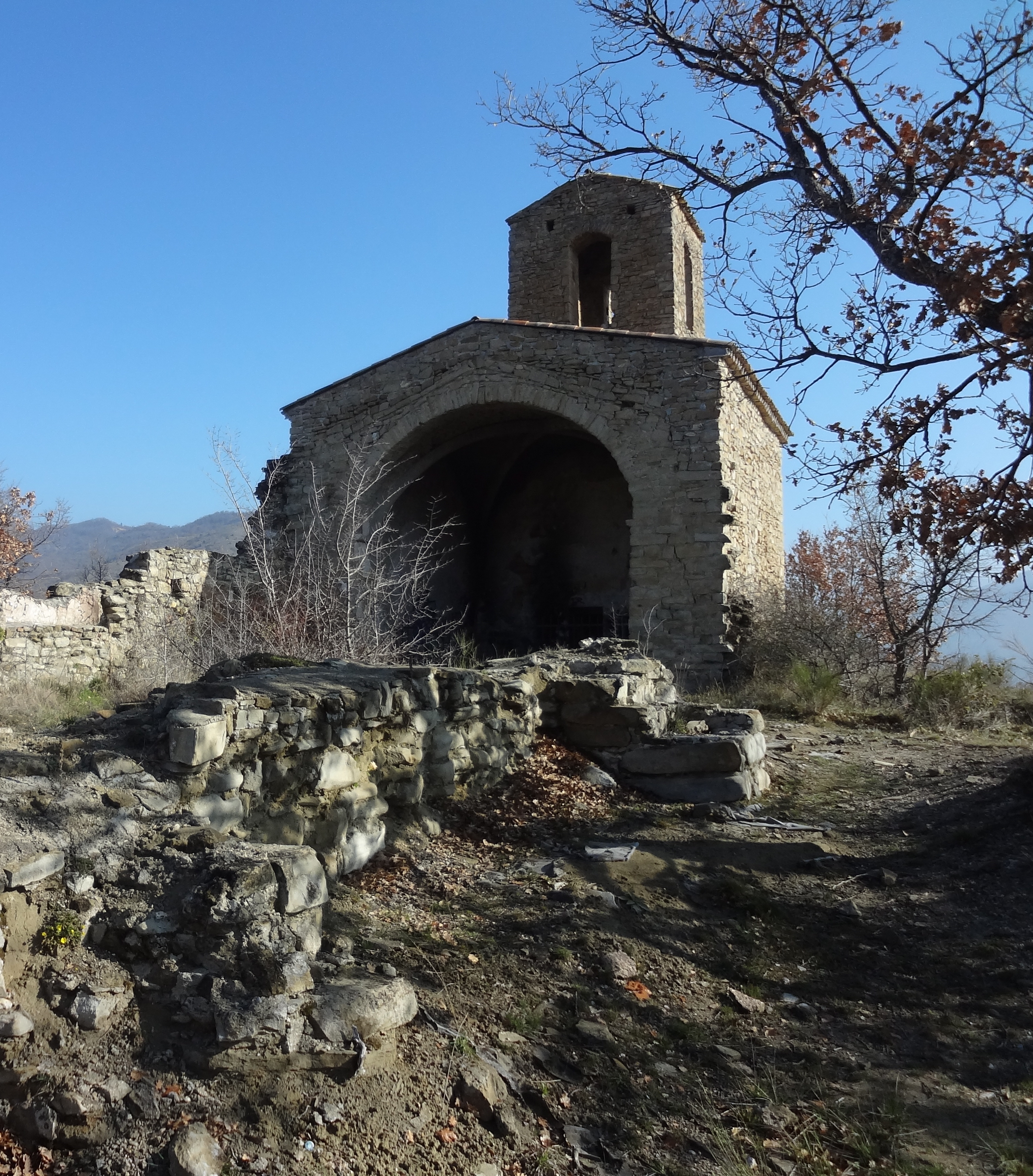
La Paroisse : le chœur.
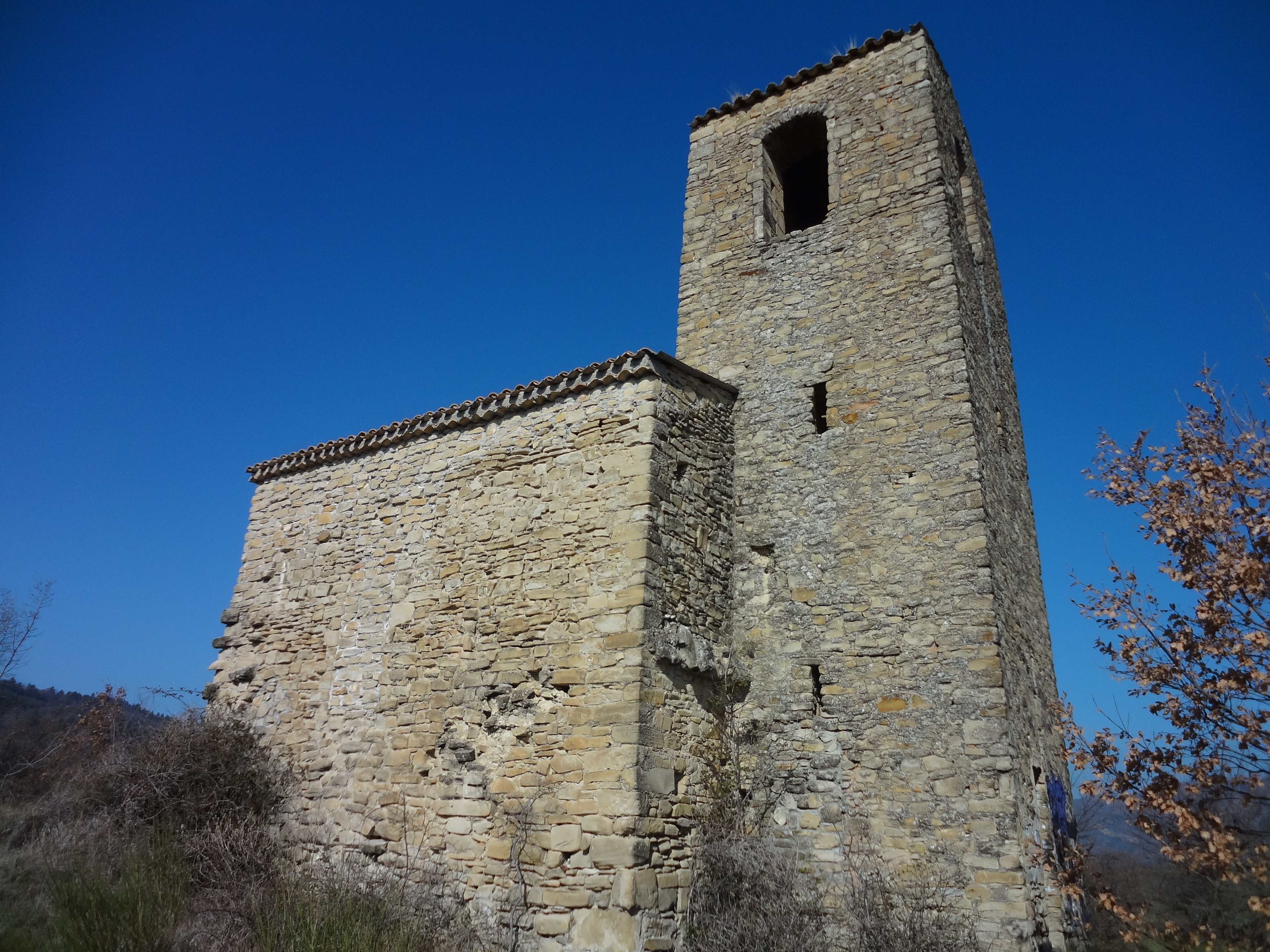
Le chœur et le clocher.
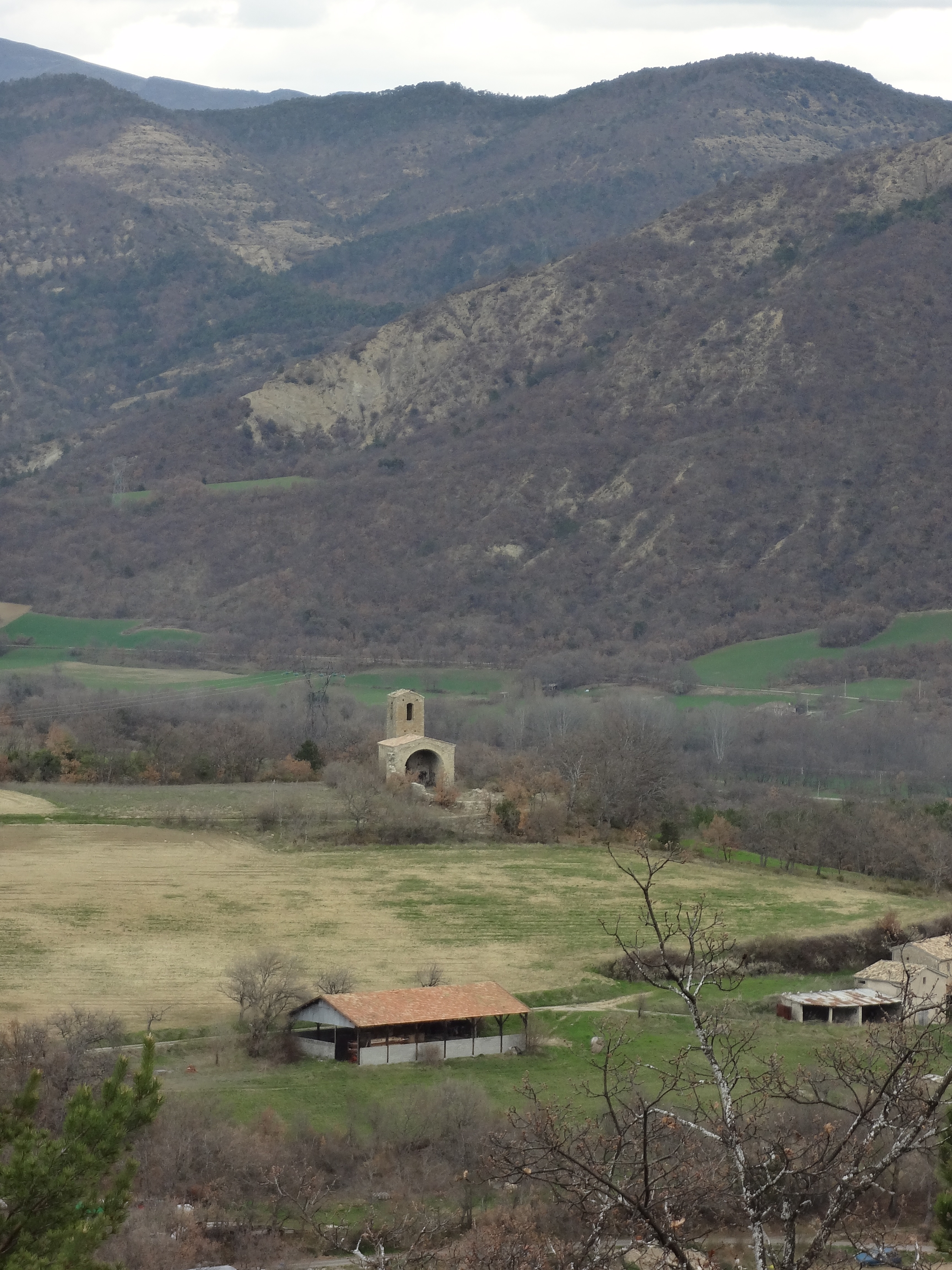
Vue des Usclats.

La chapelle Saint-Philippe, située sur le sommet des Usclats à 800 m d’altitude, est le but du pèlerinage du 1er mai (XVIe ou XVIIe siècle). Le clocher-mur est percé de trois arcades .

Chapelle Saint-Philippe, au ancien hameau.
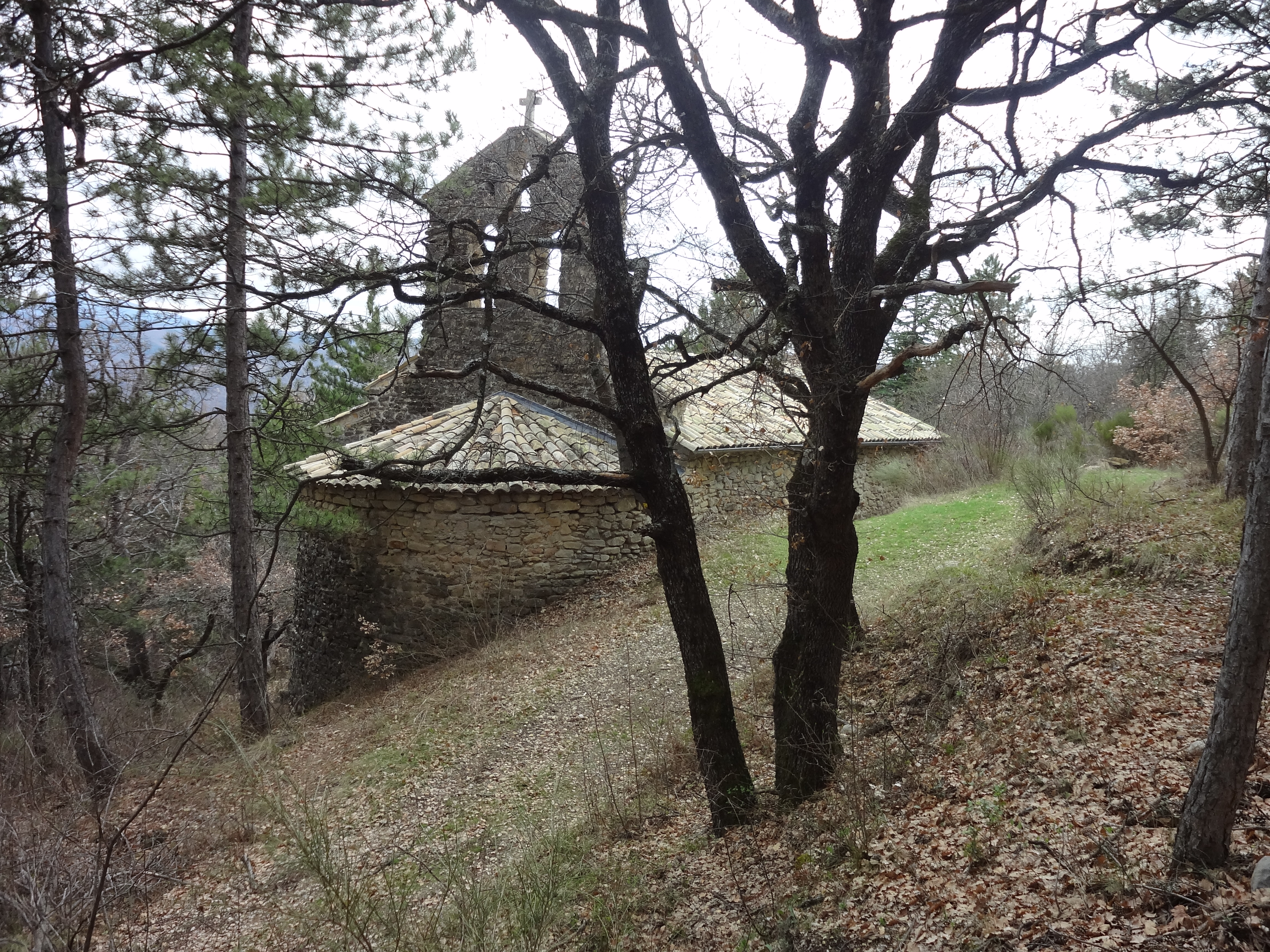
Chevet.
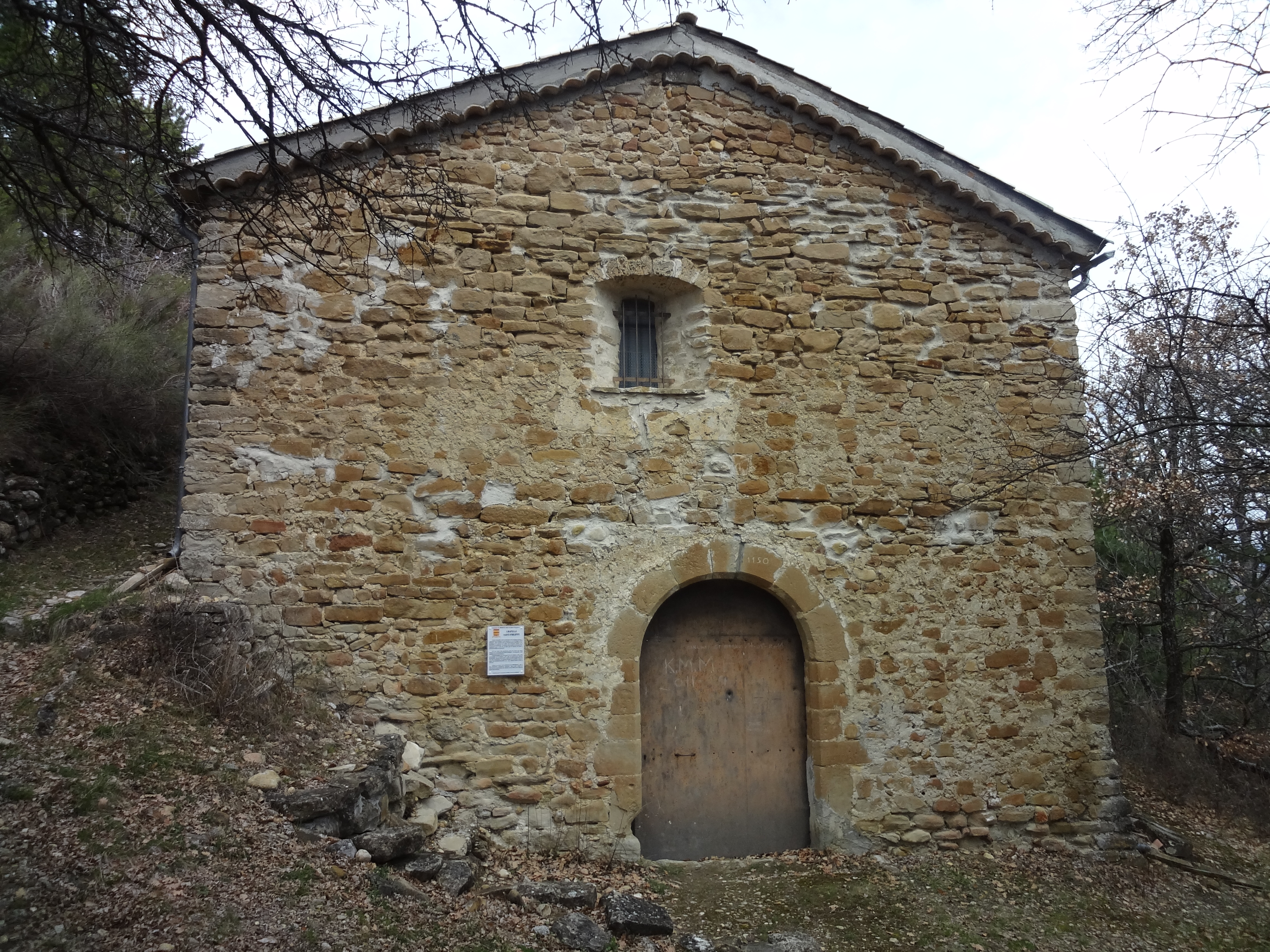
Parvis de la chapelle.
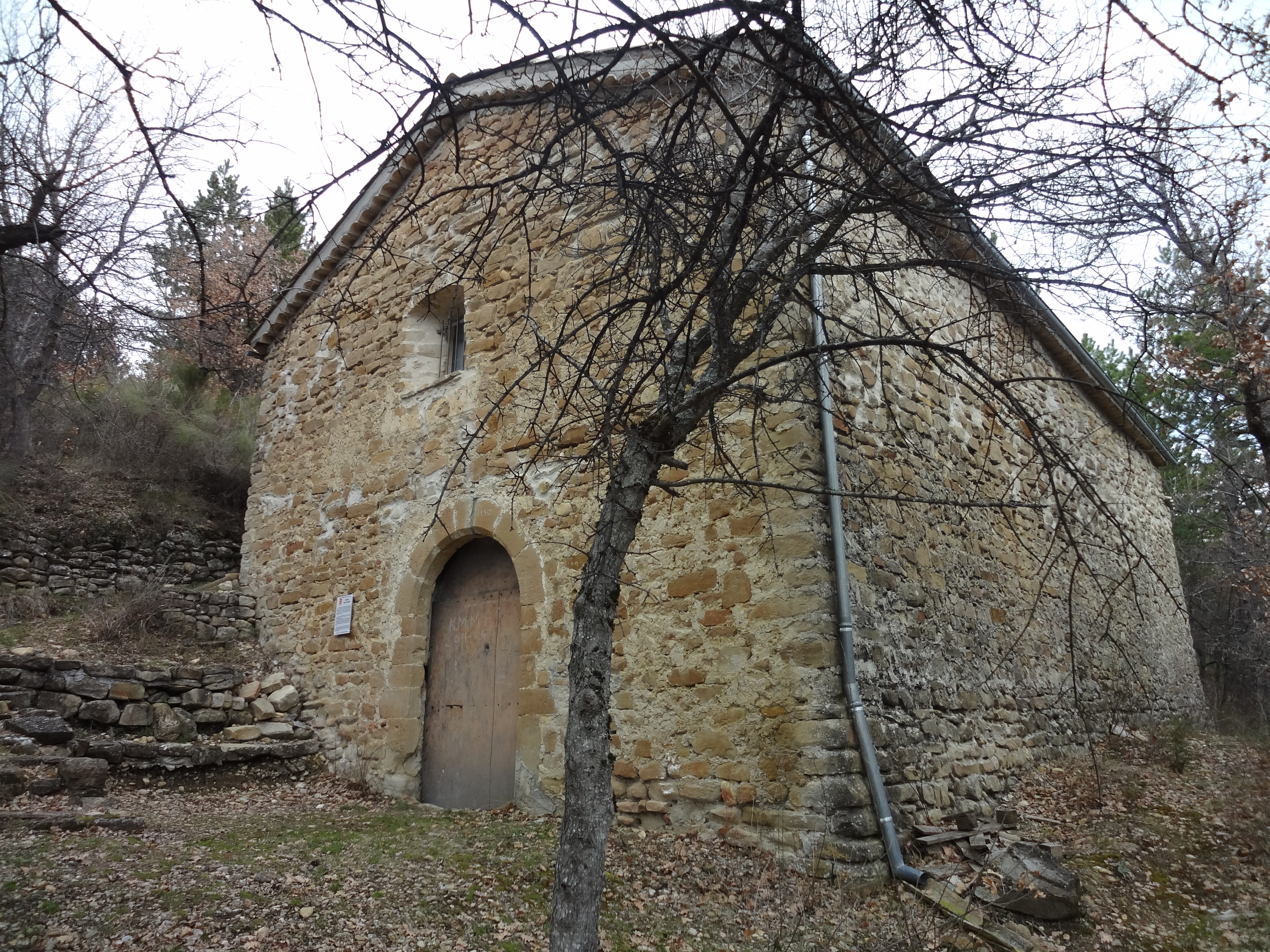
Autre vue.
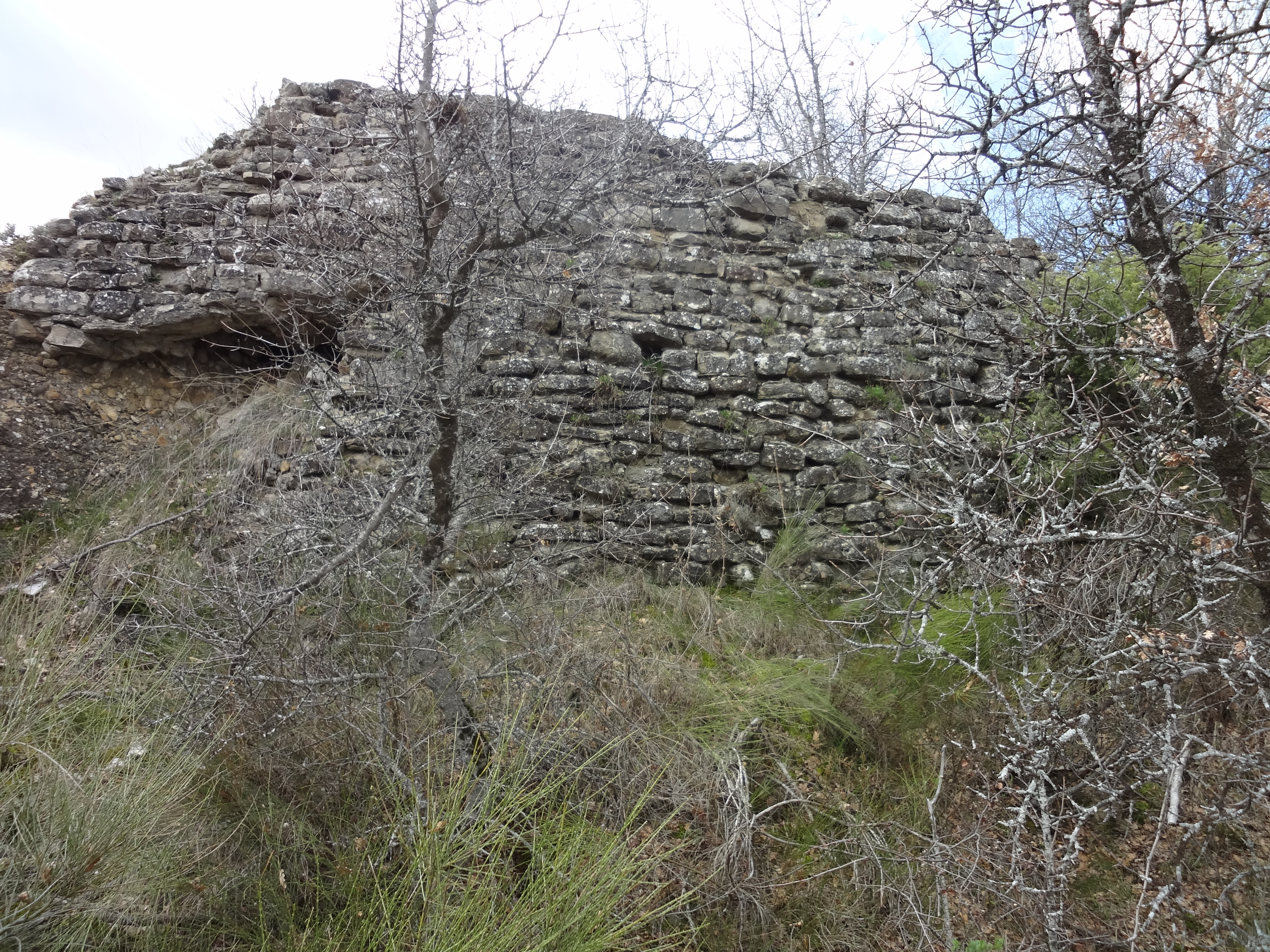
Un pan de mur à l’ancien hameau.

- Chapelles : Notre-Dame-de-Bon-Secours, Saint-Jean.
- Église Saint-Valentin à l’extérieur du village[67].